# Pedro Zoilo Téllez-Girón y Pérez de Guzmán
Pedro Zoilo Téllez-Girón y Pérez de Guzmán, (Madrid, 27 de juny de 1728 - idem. 1 d'abril de 1787), fou VIII duc d'Osuna, marquès de Peñafiel, comte d'Ureña, senyor de Morón, Archidona, El Arahal, Olvera, Ortegicar, Cazalla de la Sierra, Tiedra, Gumiel de Izán i Briones.
Fou un general espanyol, va servir en el cos de guàrdies d'infanteria i prengué part en la guerra de Portugal, distingint-se en el setge d'Almeida, motiu pel qual el van ascendir a mariscal de camp.
També fou ambaixador en la cort de Viena, capità d'alabarders i conseller de la guerra.